# 安養プール場駅
安養プール場駅（アニャンプルジャンえき）は、大韓民国京畿道安養市万安区にかつて存在した京釜線の鉄道駅（廃駅）である。

## 歴史
- 1935年8月11日：安養プール駅として開業[1]。
- 1935年8月12日：休止。
- 1939年7月10日：営業再開[2]。
- 1939年8月31日：廃駅[2]。
- 1966年8月6日：ソウル駅起点21.9kmの地点に安養プール場駅として再開業[3][4]。
- 1969年8月17日：廃駅[5]。